# انفجاری
در آواشناسی، همخوان انفجاری» (به انگلیسی: Plosive) یا به عبارتی رایج‌تر، اِنسِدادی (به انگلیسی: occlusive) یا بَستْواج (به انگلیسی: Stop)، یک همخوان ششی است که در آن مجرای صوتی به گونه‌ای بسته می‌شود که تمام جریان هوا متوقف می‌گردد.
انسدادی به همخوان‌هایی گفته می‌شود که با ایجاد بستِ کامل در مجرای صوتی تولید می‌شوند. انسداد ممکن است با نوک یا تیغهٔ زبان (مانند /t/ و /d/)، بخش میانی زبان (مانند /k/ و /ɡ/)، لب‌ها (مانند /p/ و /b/) یا حنجره (مانند /ʔ/) ایجاد شود. انسدادی‌ها در مقایسه با همخوان‌های خیشومی متفاوت هستند؛ در همخوان‌های خیشومی، مجرای صوتی بسته می‌شود اما جریان هوا از طریق بینی ادامه می‌یابد، مانند /m/ و /n/. همچنین، انسدادی‌ها با همخوان‌های سایشی نیز تفاوت دارند؛ در سایشی‌ها انسدادی جزئی وجود دارد که جریان هوا را محدود می‌کند اما آن را به‌طور کامل مسدود نمی‌کند.
در زبان فارسی واج‌های /b/، /p/، /t/، /d/، /c/، / ɟ/، /q/ و /ʕ/ واج‌هایی اند که در تولیدشان یک بستِ کامل در دهان ایجاد می‌شود.

## نمونه‌ها
/b/ همخوان انفجاری، دولبی، دهانی، واکدار 
توصیف: بست در محل دو لب ایجاد می شود. بدین ترتیب که لب بالا و پایین محکم به یکدیگر چسبیده و راه عبور هوا را سد می نماید. نرمکام به بالا کشیده می شود و بر اثر آن راه عبور هوا از طریق بینی نیز مسدود می گردد. هوا در پشت لبها فشرده می شود. به مجرد باز شدن لبها تمام هوای بند آمده یکباره با فشار به بیرون می پرد. در تولید این آوا پرده های صوتی به ارتعاش در می آیند یعنی این آوا واکدار می باشد. 
/t/ و /d/ همخوان های انفجاری، دندانی، دهانی، بیواک و واکدار 
توصیف: بست در محل نوک زبان و دندانهای بالا ایجاد می شود. بدین ترتیب که نوک زبان به پشت دندانهای بالا می چسبد. کناره های زبان به دو طرف کام روی دندانهای کناری وصل می شود و بدین طریق راه عبور هوا از دهان، مسدود می گردد. نرمکام به بالا کشیده می شود تا راه عبور هوا از بینی مسدود گردد. هوا در پشت مانع دهانی به صورت فشرده درآمده و به محض باز شدن گرفتگی به یکبار بیرون می جهد. /t/ بیواک است و /d/ واکدار می باشد.
/k/ همخوان انفجاری، نرم کامی، دهانی، بیواک
توصیف: بست در مرکز نرمکام ایجاد می شود، عقب زبان به بالا کشیده شده با چسبیدن به مرکز نرمکام مانع خروج هوا از راه دهان می گردد. دو کناره عقبی زبان به دندانهای آسیا متصل می گردد. قسمت جلویی زبان آزاد است و نوک زبان معمولا نزدیک به دندانهای پایین قرار می گیرد؛ نرمکام به بالا کشیده شده و راه بینی مسدود است، به مجرد پایین آمدن زبان هوای فشرده شده رها می گردد. این همخوان بیواک می باشد.
/q/ همخوان انفجاری، ملازی، دهانی، واکدار
توصیف: انتهایی ترین نقطه زبان و انتهایی ترین قسمت نرمکام (ملاز)، اندامهای سازنده این همخوان محسوب می شوند. بدین ترتیب که آخرین قسمت زبان، که روبروی زبان کوچک قرار دارد، به بالا کشیده شده به قسمت انتهایی نرمکام می چسبد و راه عبور هوا را از طریق دهان مسدود می کند، در همین حال نرمکام در موقعیت بالا قرار دارد، و بدین طریق، راه بینی هم مسدود است، بقیه قسمت های زبان آزاد است. هوای فشرده در پشت مانع ملازی، به مجرد پایین آمدن عقب زبان به یکبار بیرون می جهد. این آوا واکدار می باشد.
در خط،  زبان فارسی از حروف ق، غ برای نشان دادن این همخوان استفاده می کند.

## اصطلاح‌شناسی
اصطلاحات بَست‌واج، انسدادی، و انفجاری اغلب به‌جای یکدیگر به‌کار می‌روند. زبان‌شناسانی که میان این اصطلاحات تمایز قائل می‌شوند، ممکن است در مورد نوع تمایز به توافق نرسند. این اصطلاحات به ویژگی‌های مختلف همخوان اشاره دارند. «بستواج» به مسدود شدن جریان هوا اشاره دارد. «انسدادی» به نحوه شکل‌گیری انسداد (بسته شدن مسیر صوتی) مربوط می‌شود. «انفجاری» به انفجار ناشی از آزادسازی (انفجار صوتی) همخوان اشاره دارد. برخی استفاده از «انفجاری» برای توقف‌های آزادشده غیرقابل شنیدن را نمی‌پذیرند و ممکن است در عوض از اصطلاح «غیرانفجاری‌ها» (applosives) استفاده شود. انجمن آواشناسی بین‌المللی و انجمن بین‌المللی آواشناسی بالینی و زبان‌شناسی از اصطلاح «انفجاری» استفاده می‌کنند.
اصطلاح‌های انسدادی و بست‌واج ممکن است به‌عنوان اصطلاحی کلی که انسدادی‌ها و خیشومی‌ها را در بر می‌گیرد، به‌کار رود. به‌این‌ترتیب، «انسدادی» ممکن است به‌عنوان انسدادی‌های دهانی (انفجاری‌ها و انسایشی‌ها) به‌اضافه انسدادی‌های خیشومی (مانند [m], [n]) تعریف شود، یا «بستواج» به‌عنوان بسته‌شدن‌های دهانی (انفجاری‌ها) به‌اضافه بسته‌شدن‌های خیشومی (بینی) تعریف شود. پیتر لدیفوگید و مدیسون (۱۹۹۶) ترجیح می‌دهند «بستواج» را به انسدادی‌های دهانی غیرفشرده محدود کنند. آن‌ها بیان می‌کنند:
آنچه ما صرفاً خیشومی می‌نامیم، توسط برخی زبان‌شناسان «بستواج‌های خیشومی» نامیده می‌شود. ما از این اصطلاح اجتناب می‌کنیم و ترجیح می‌دهیم واژه «بست‌واج» را برای صداهایی که در آن‌ها جریان هوا کاملاً قطع می‌شود، محفوظ بداریم.
علاوه بر این، آن‌ها «انفجاری» را برای همخوان ششی محدود می‌کنند؛ «بستواج» در تعریف آن‌ها شامل همخوان فورانی و همخوان مکیده نیز می‌شود.
اگر اصطلاحی مانند «انفجاری» برای انسدادی‌های دهانی غیرفشرده استفاده شود و خیشومی‌ها «بستواج خیشومی» نامیده نشوند، در این صورت «بستواج» ممکن است به انسدادی چاکنایی اشاره کند؛ «انفجاری» حتی ممکن است به بستواج غیربستگی اشاره داشته باشد. بااین‌حال، در برخی موارد، ممکن است اصطلاح «انفجاری» محدود به بست چاکنایی باشد. به‌طور کلی، انفجاری‌ها انفجار (رهایی صوتی) ندارند. برای مثال، در زبان انگلیسی، انفجاری‌هایی وجود دارند که رهاسازی شنیدنی ندارند، مانند /p/ در apt. بااین‌حال، انفجاری‌های زبان انگلیسی در محیط‌های دیگر انفجار دارند.

## شیوه تولید
تولید همخوان یک انسدادی معمولاً شامل سه مرحله است:
- نزدیک شدن، که طی آن اندام‌های گفتاری به هم نزدیک می‌شوند.
- نگه‌داشت (یا "انسداد" یا "بسته شدن")، که طی آن اندام‌ها نگه داشته شده و جریان هوا مسدود می‌شود.
- رهاسازی (یا "انفجار")، زمانی که اندام‌ها از هم جدا شده و هوای فشرده آزاد می‌شود.[۵]

تنها مرحلهٔ نگه‌داشت ضروری است. ممکن است یک انسدادی فاقد مرحله نزدیک شدن باشد اگر پیش از آن یک همخوان دیگر با انسداد در همان جایگاه تولید قرار گیرد، مانند [d] در کلمات end یا old. در بسیاری از زبان‌ها، مانند زبان مالایی و زبان ویتنامی، انسدادی‌های پایانی کلمه ممکن است فاقد انفجار رهاسازی باشند، حتی زمانی که با یک واکه دنبال شوند، یا ممکن است رهاسازی خیشومی داشته باشند. به بدون رهاسازی شنیداری مراجعه کنید.
در انسایشی، مراحل گرفتن و نگه‌داشت مشابه یک انسدادی است، اما رهاسازی به صورت یک سایشی است. به این معنا که انسایشی‌ها ترکیب پیوسته‌ای از انسدادی و سایشی هستند (شکل پیوسته).

## انسدادی‌های رایج
تمام زبان‌های طبیعی گفتاری در جهان دارای انسدادی‌ها هستند، و اکثر آن‌ها حداقل انسدادی‌های بی‌واک [p], [t], و [k] را دارند. با این حال، استثناهایی وجود دارد: در زبان ساموآیی محاوره‌ای، همخوان تیغه‌ای [t] وجود ندارد، و چند زبان در آمریکای شمالی، مانند زبان‌های ایروکویی (مانند زبان موهاوک و چروکی)، و زبان عربی، فاقد همخوان لبی [p] هستند. در واقع، همخوان لبی، کم‌ثبات‌ترین همخوان بی‌واک انسدادی در زبان‌های جهان است، زیرا تغییر آوایی بدون شرط [p] → [f] (→ [h] → Ø) در زبان‌های نامرتبط بسیار رایج است و در تاریخ ژاپنی کلاسیک، عربی کلاسیک، و نیاسلتی اتفاق افتاده است.
زبان ساموآیی رسمی تنها یک کلمه با همخوان نرم‌کامی [k] دارد. ساموآیی محاوره‌ای /t/ و /k/ را به /k/ تبدیل می‌کند. نیهاو زبان هاوایی از [t] به‌جای /k/ بیشتر از هاوایی استاندارد استفاده می‌کند، اما هیچ‌کدام تفاوتی بین /k/ و /t/ قائل نیستند. دقیق‌تر این است که بگوییم هاوایی و ساموآیی محاوره‌ای تفاوتی بین انسدادی‌های نرم‌کامی و تیغه‌ای قائل نیستند تا بگوییم که یکی را ندارند.
زبان گادسوپ تنها یک انسدادی واجی /ʔ/ دارد. زبان یانیووا انسدادی‌ها را در ۷ جایگاه تولید تمایز می‌دهد /b d̪ d ḏ ɖ ɡ̟ ɡ̠/ (فاقد انسدادی‌های بی‌واک است) که بیشترین تعداد در میان زبان‌هاست.

## طبقه‌بندی

### واک‌داری
واک‌دارهای انفجاری با لرزش پرده‌های صوتی تلفظ می‌شوند، در حالی که بی‌واک‌های انفجاری بدون آن هستند. همخوان‌های انفجاری معمولاً بی‌واک هستند و بسیاری از زبان‌ها مانند چینی ماندارین و زبان هاوایی فقط انفجاری‌های بی‌واک دارند. در مقابل، برخی زبان‌ها مانند بیشتر زبان‌های بومی استرالیا حالتی نامعین دارند: همخوان‌های انفجاری ممکن است بین واک‌دار و بی‌واک تغییر کنند بدون اینکه تفاوت محسوسی وجود داشته باشد. در برخی زبان‌ها، مانند زبان یانیوا و زبان ییدینی، تنها انفجاری‌های واک‌دار وجود دارند.

### دمیدگی
در انفجاری‌های دمیده، پرده‌های صوتی هنگام رهاسازی به بیرون کشیده می‌شوند. در یک همخوان انفجاری دمیده که پس از آن یک واکه یا همخوان زنگ‌دار بیاید، زمان شروع لرزش پرده‌های صوتی تا زمانی که پرده‌ها به هم نزدیک شوند و واک‌داری آغاز شود، به تأخیر می‌افتد و معمولاً با واک‌داری نفس‌آلود شروع می‌شود. فاصله زمانی بین رهاسازی انفجاری و آغاز واک به‌عنوان زمان آغاز واک (VOT) یا فاصله دمیدگی شناخته می‌شود. انفجاری‌های بسیار دمیده مدت زمان طولانی‌تری از دمیدگی دارند، به‌طوری که یک جریان هوای بی‌واک طولانی (مانند [h]) پیش از آغاز واکه وجود دارد.
در همخوان‌های تنیده (Tenuis)، پرده‌های صوتی بلافاصله پس از آزادسازی برای واک‌داری بسته می‌شوند و دمیدگی بسیار کمی دارند یا اصلاً دمیدگی ندارند (زمان آغاز واک نزدیک به صفر است). در زبان انگلیسی، ممکن است بخش کوتاهی از واک‌داری نفس‌آلود وجود داشته باشد که نشان‌دهنده بی‌واک بودن همخوان انفجاری است. در انفجاری‌های واک‌دار، پرده‌های صوتی پیش از رهاسازی برای واک تنظیم می‌شوند و اغلب در طول کل مرحله انسداد لرزش دارند. در انگلیسی، واک‌داری پس از راهسازی نفس‌آلود نیست. اگر همخوان انفجاری در طول کل انسداد واک‌دار باشد، به آن «کاملاً واک‌دار» می‌گویند.
در انگلیسی، انفجاری‌های واک‌دار ابتدایی مانند /#b/ یا /#d/ ممکن است در دوره انسداد هیچ واک‌داری نداشته باشند یا واک‌داری کمی پیش از رهاسازی شروع شود و پس از آن ادامه یابد. همخوان‌های انفجاری پایانی در کلمات انگلیسی اغلب کاملاً بی‌واک می‌شوند؛ برای مثال، در بیشتر گویش‌های انگلیسی، همخوان‌های پایانی /b/, /d/ و /g/ در کلماتی مانند rib, mad و dog به‌طور کامل بی‌واک تلفظ می‌شوند.
انفجاری‌های بی‌واک ابتدایی مانند p در pie دمیده هستند و هنگام رهاسازی، دمیدگی قابل‌لمسی ایجاد می‌کنند، اما انفجاری‌هایی که پس از s می‌آیند، مانند spy، تنیده (غیر دمیده) هستند. هنگام بیان کلمات par, tar و car در نزدیکی شعله شمع، شعله نسبت به کلمات spar, star و scar بیشتر لرزش می‌کند. در تلفظ معمول papa, p ابتدایی دمیده است، اما p میانی این‌گونه نیست.

### طول
در تشدید یا همخوان‌های بلند، مدت انسداد نسبت به همخوان‌های ساده بیشتر است. در زبان‌هایی که انفجاری‌ها تنها بر اساس طول تمایز دارند (مانند عربی، ایلوانا و ایسلندی)، انفجاری‌های بلند ممکن است تا سه برابر طولانی‌تر از انفجاری‌های کوتاه باشند. زبان ایتالیایی به دلیل داشتن همخوان‌های دوگانه (مانند tt در Vittoria) شناخته شده است که به همان اندازه ct در Victoria انگلیسی زمان می‌برد. زبان ژاپنی نیز همخوان‌های دوگانه‌ای دارد، مانند جفت کمینه 来た kita 'آمد' و 切った kitta 'برید'. زبان استونیایی به دلیل تمایز سه‌گانه طول شناخته شده است، همان‌طور که در جفت سه‌گانه kabi /kɑpi/ 'سم'، kapi /kɑp:i/ 'کمد [مفرد اضافی]' و kappi /kɑp::i/ 'کمد [مفرد جهتی]' دیده می‌شود.

### خیشومی‌شدن
همخوان‌های خیشومی ساده تنها با پایین آوردن نرم‌کام از انفجاری‌ها متمایز می‌شوند که اجازه می‌دهد هوا در طول انسداد از بینی خارج شود. خیشومی‌ها از نظر صوتی رسا هستند زیرا جریان هوای غیرمتلاطم دارند و تقریباً همیشه واک‌دار هستند، اما از نظر نحوی گرفته هستند، زیرا مسیر دهانی کاملاً مسدود است.
اصطلاح انسدادی ممکن است به‌عنوان یک اصطلاح جامع برای هر دو خیشومی‌ها و انفجاری‌ها استفاده شود.

### سازوکار جریان هوا
انفجاری‌ها ممکن است با بیش از یک سازوکار جریان هوا تولید شوند. سازوکار معمول آوای برون‌سو است، یعنی جریانی از هوا که از شش‌ها به بیرون می‌رود. همه زبان‌های گفتاری دارای انفجاری‌های ششی هستند. برخی زبان‌ها انفجاری‌هایی با سازوکارهای دیگر نیز دارند: همخوان فورانی (آوای برون‌سو)، همخوان مکیده (آوای درون‌سو)، یا نچ‌آواها (آوای درون‌سو).

### تنش
یک انفجاری سخت با تنش عضلانی بیشتری نسبت به یک انفجاری نرم تولید می‌شود. بااین‌حال، اندازه‌گیری این موضوع دشوار است و معمولاً در مورد سازوکار واقعی همخوان‌های فورتیس یا لنیس ادعاشده بحث وجود دارد.
یک سری انفجاری‌ها در زبان کره‌ای وجود دارد که گاهی با نماد آوانگاری ejective نشان داده می‌شوند و با استفاده از «صدای سخت» تولید می‌شوند، به این معنا که انقباض چاکنای در مقایسه با تولید عادی انفجاری‌های بی‌واک افزایش یافته است. شواهد غیرمستقیم صدای سخت در واکه‌های بعدی دیده می‌شود، که دارای فرکانس پایه بالاتری نسبت به واکه‌هایی هستند که پس از سایر انفجاری‌ها می‌آیند. این فرکانس بالاتر به دلیل تنش در چاکنای توضیح داده می‌شود. انواع دیگر واک‌سازی شامل صدای نفس‌آلود (murmur)، صدای شل و صدای چاکنایی هستند.

## آوانگاری
انفجاری‌های زیر در الفبای آوانگاری بین‌المللی نمادهای خاص خود را دارند.
| ⟨p⟩ | انفجاری دولبی بی‌واک        | ⟨b⟩ | انفجاری دولبی واک‌دار            |
| ⟨t⟩ | voiceless alveolar plosive | ⟨d⟩ | انفجاری‌های دندانی و لثوی واک‌دار |
| ⟨ʈ⟩ | انفجاری برگشته بی‌واک       | ⟨ɖ⟩ | انفجاری برگشته واک‌دار           |
| ⟨c⟩ | انفجاری کامی بی‌واک         | ⟨ɟ⟩ | انفجاری کامی واک‌دار             |
| ⟨k⟩ | انفجاری نرم‌کامی بی‌واک      | ⟨ɡ⟩ | انفجاری نرم‌کامی واک‌دار          |
| ⟨q⟩ | انفجاری ملازی بی‌واک        | ⟨ɢ⟩ | انفجاری ملازی واک‌دار            |
| ⟨ʡ⟩ | انفجاری برچاکنایی          |     |                                 |
| ⟨ʔ⟩ | انسدادی چاکنایی            |     |                                 |

### انگلیسی
| [p t k] | بی‌واک، دمیده در ابتدا، تنیده در خوشه‌ها پس از s، اغلب بدون آزادسازی قابل شنیدن در پایان کلمه |
| [b d ɡ] | غیر دمیده، تاحدی واک‌دار در ابتدا، کاملاً واک‌دار در بین واکه‌ها، کاملاً بی‌واک در پایان کلمه     |
| [ʔ]     | انسدادی چاکنایی، نه به‌عنوان واج در بیشتر گویش‌ها                                             |

### گونه‌ها
بسیاری از زیرطبقه‌های انفجاری‌ها با افزودن یک نشانه‌های زیروزبری یا حرف تعدیل‌کننده به نمادهای IPA بالا آوانگاری می‌شوند.
| ⟨ t⟩ | بی‌واک | ⟨ d⟩  | واک‌دار              |
| ⟨t˭⟩ | تنیده | ⟨tʰ⟩  | دمیده               |
|      |       | ⟨ dʱ⟩ | واک‌دار با نفس‌آلودگی |

| ⟨t⟩  |        | ⟨d⟩ | ششی برون‌سو |
| ⟨tʼ⟩ | فورانی | ⟨ɗ⟩ | مکیده      |
| ⟨!⟩  | نچ‌آوا  |     |            |

| ⟨ⁿd⟩ | پیش‌خیشومی‌شده | ⟨dⁿ⟩ | آزادسازی خیشومی |

| ⟨d̥⟩ | نرم: ⟨d⟩ با نشان بی‌واکی | ⟨t͈⟩ | سخت | ⟨tt dd⟩ ⟨t: d:⟩ | مضاعف |